# Saint-Germain-en-Laye
Saint-Germain-en-Laye je francouzské město v západní části metropolitní oblasti Paříže. Leží v departementu Yvelines v regionu Île-de-France. Roku 2009 zde žilo 38 124 obyvatel, plocha území činila 48,27 km².

## Geografie
Sousední obce: Maisons-Laffitte, Le Mesnil-le-Roi, Le Pecq, Mareil-Marly, Fourqueux, Chambourcy, Poissy a Achères.

## Historie
Lokalita je doložena četnými archeologickými nálezy již od pravěku, k nejznámějším patří zdejší menhir. Za vlády franských králů merovejské dynastie mezi léty 996 až 1031 zde byl založen klášter benediktinů s kostelem sv. Vincenta, později zasvěcený svatému Germanovi z Paříže, podle něhož a podle přilehlého lesíka místo dostalo své jméno.
Královské město bylo založeno Robertem II. roku 1020, roku 1230 zde král Ludvík Svatý dal zbudovat hrad s kaplí, která byla shodná s jeho pařížskou Sainte Chapelle. Na jeho místě stojí renesanční zámek Saint-Germain-en-Laye, vystavěný pro krále Františka I. po roce 1511 s relikty starších staveb z let 1364–1367.. Barokní úpravy zámku pocházejí ze 17. století. Mimo jiné se zde narodil a dvacet let sídlil Ludvík XIV., jemuž zámek upravil architekt Jules Hardouin Mansart (než si král dal postavit zámek ve Versailles);, narodil se tu i jeho bratr Filip I. Orleánský a během svého exilu zde pobýval anglický král Jakub II. Stuart, který je pohřben ve zdejším kostele.
Francouzská revoluce město přejmenovala na Montagne-du-Bon-Air, později se však městu vrátil historický název. Roku 1867 zde Napoleon III. zřídil archeologické Musée des Antiquités Nationales, Muzeum národních starožitností. Roku 1919 zde byla uzavřena Saint-Germainská smlouva, která definitivně zpečetila osud Rakouska-Uherska. 
Za druhé světové války zde byl hlavní stan německé armády na západě.

## Pamětihodnosti
- Zámek Saint-Germain-en-Laye.
- Kostel (Église) Saint-Germain, klasicistní trojlodní bazilika nahradila středověký chrám s klášterem. Ve stěně severní lodi je vsazen kamenný románský reliéf se scénou Snímání Krista z kříže.
- Budova radnice
- Budova železničního nádraží
- Budova pošty a telegrafu
- Menhir v zámeckém parku

## Muzea
- Musée des Antiquités Nationales – významná sbírka francouzských archeologických památek od pravěku po raný středověk, s 30 000 exponáty je patrně největší v zemi, mj. je vystavena nejstarší pravěká hlava ženy, zvaná Dáma z Brassempouyi, několik miniaturních sošek Venuší, velká expozice keltských předmětů; muzeum má vlastní vědeckovýzkumné centrum a knihovnu
- Musée d'art et d'histoire – muzeum a galerie umění, vystavuje mj. obraz Kouzelník"" z dílny Hieronyma Bosche
- Dům – muzeum hudebního skladatele Clauda Debussyho
- Muzeum – zahrada malíře Maurice Denise

## Fakultní nemocnice
- Centre hospitalier intercommunal de Poissy-Saint-Germain-en-Laye

## Školy
- Lycée International de Saint-Germain-en-Laye

## Galerie

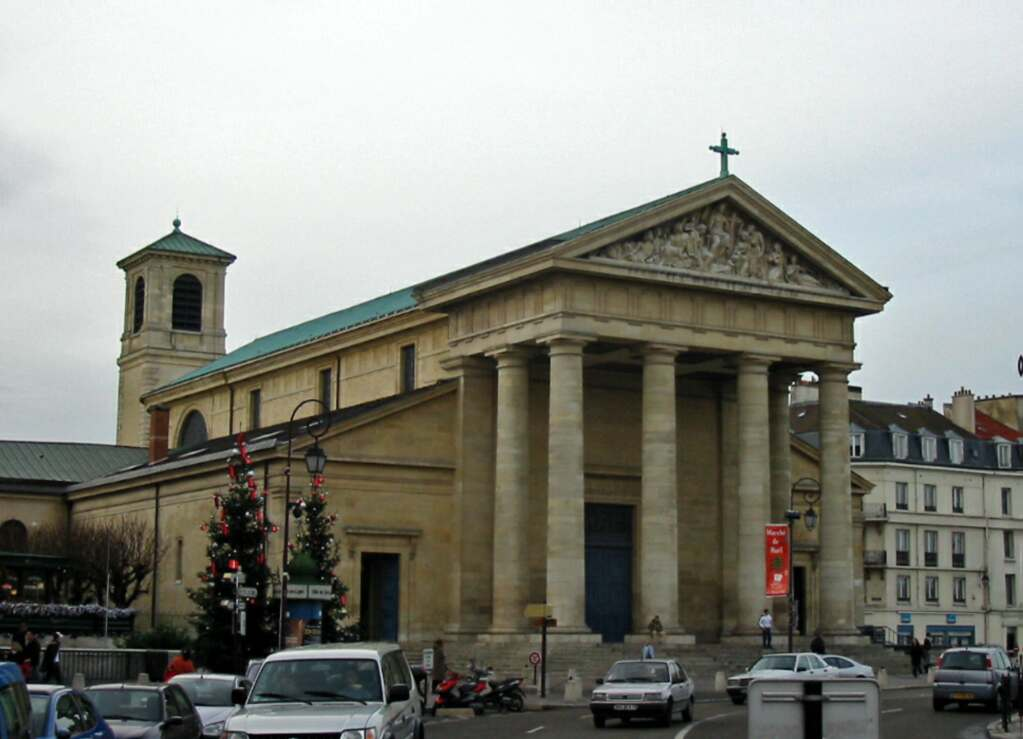
Kostel svatého Germana z Paříže
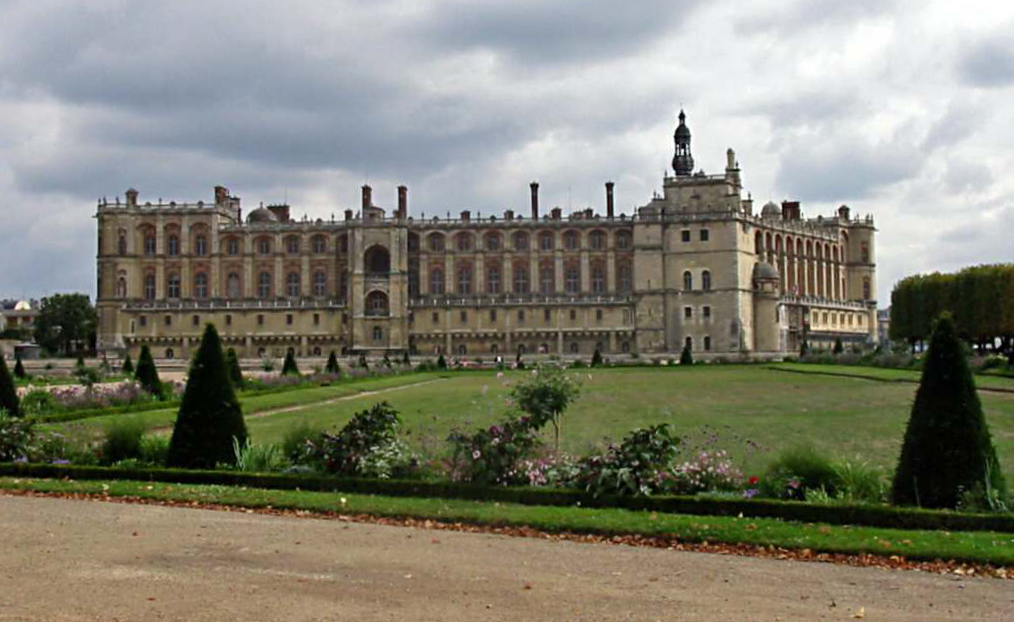
Zámek - archeologické muzeum
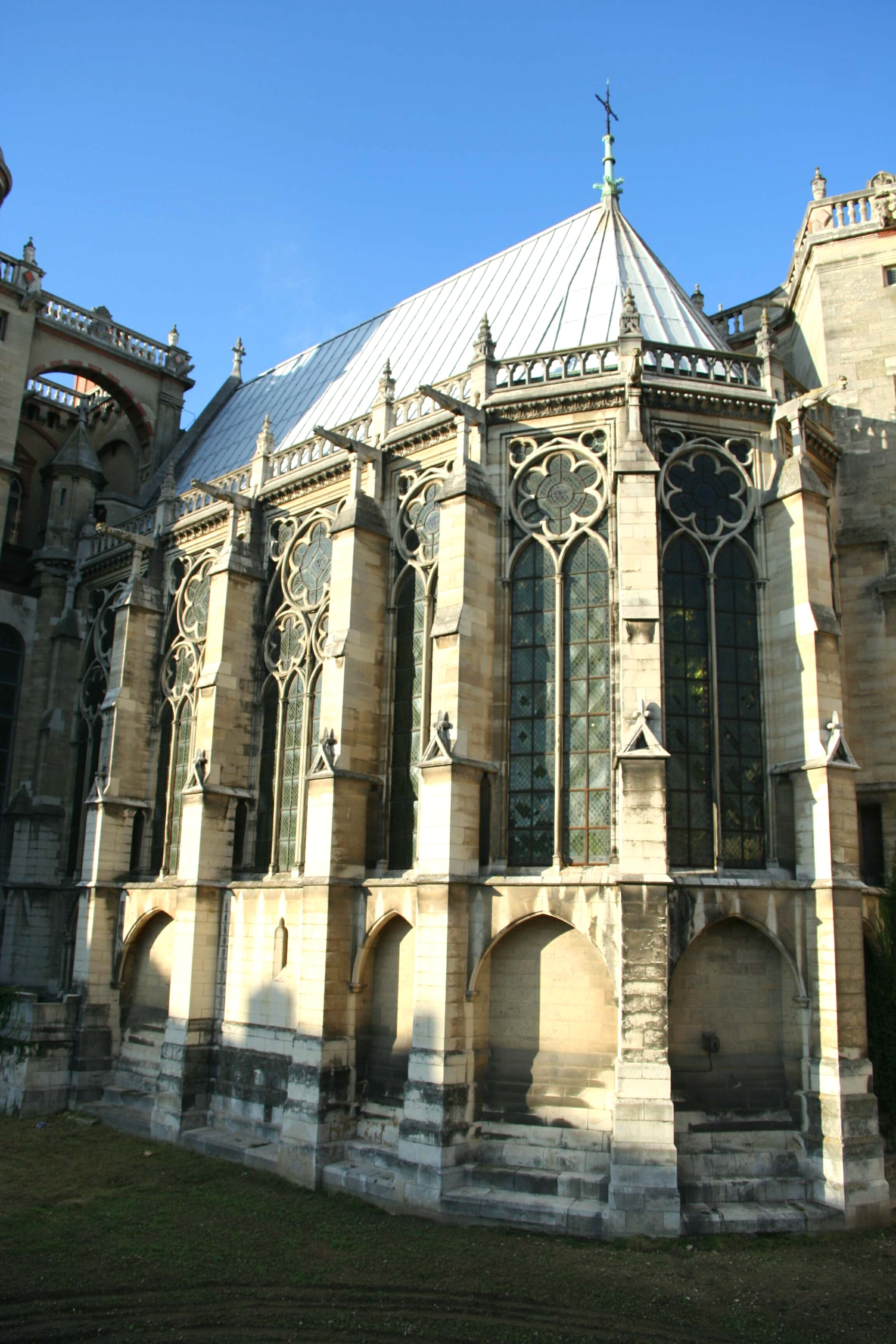
Zámecká kaple svatého Ludvíka
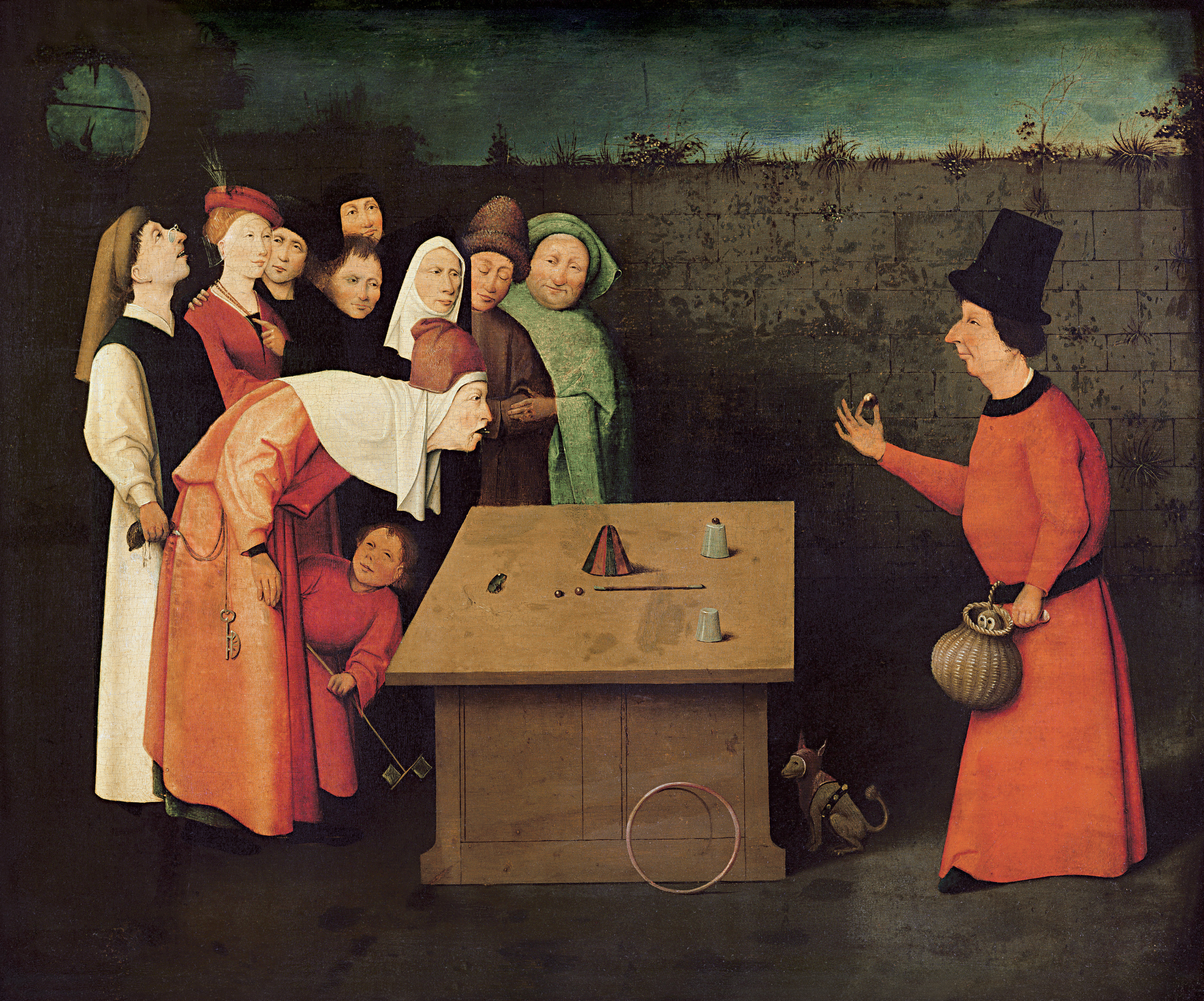
Hieronymus Bosch (dílna): Kouzelník

## Vývoj počtu obyvatel
Počet obyvatel

## Osobnosti města
- Jindřich II. Francouzský (1519 – 1559), francouzský král
- Karel IX. Francouzský (1550 – 1574), francouzský král
- Markéta de Valois (1553 – 1615), francouzská královna, manželka Jindřicha IV.
- Ludvík XIV. (1638 – 1715), francouzský král
- Filip I. Orleánský (1640 – 1701), druhorozený syn francouzského krále Ludvíka XIII. a mladší bratr krále Ludvíka XIV.
- Jan Ladislav Dusík (1760 – 1812), český klavírní virtuóz a hudební skladatel
- Adolphe Thiers (1797 – 1877), historik a politik
- Claude Debussy (1862 – 1918), hudební skladatel
- Maurice Denis (1870 – 1943), malíř a teoretik umění
- Jehan Alain (1911 – 1940), varhaník a hudební skladatel
- Marie-Claire Alainová (1926 – 2013), varhanice
- Vincent Dumestre (* 1968), loutnista a dirigent
- Amélie Mauresmová (* 1979), bývalá tenistka
- Mélanie Thierry (* 1981), herečka
- Caroline Garciaová (* 1993), tenistka

## Partnerská města
- Aschaffenburg, Německo, 1975
- Ayr, Skotsko, Spojené království, 1984
- Konstancin-Jeziorna, Polsko, 1992
- Témara, Maroko, 1982
- Winchester, USA, 1990